# مونتيروتوندو
مونتيروتوندو، (بالإنجليزية: Monterotondo)‏، هي مدينة و(بلدية) في مدينة روما الكبرى، وسط إيطاليا.

## السكان
في سنة 1871 بلغ عدد السكان 3٬031 نسمة، وتطور العدد ليصل في سنة 2011 لـ 39٬502 نسمة.
يظهر هذا المخطط البياني تطور النمو السكاني لـ مونتيروتوندو

## أعلام
- آموس كارداريللي
- ماركو ماركيوني
- كلاريشي أورسيني
- باولا رومانو